# Renangate

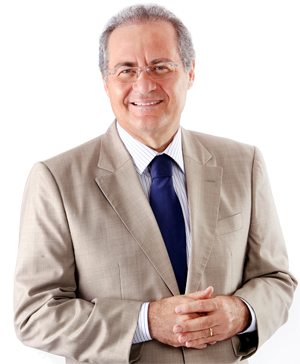
Renan Calheiros acusado escândalo de corrupção.

Renangate é o apelido dado ao escândalo de corrupção envolvendo o senador alagoano Renan Calheiros (PMDB-AL), acusado de receber ajuda financeira de lobistas ligados a construtoras, que teriam pago despesas pessoais, como o aluguel de um apartamento e a pensão alimentícia de uma filha do senador com a jornalista mineira Mônica Veloso.
O apelido é uma referência ao Caso Watergate, escândalo de corrupção ocorrido nos EUA nos anos 1970 que resultou na renúncia do presidente republicano Richard Nixon. No escândalo brasileiro, Renan renunciou à presidência do Senado, porém, se manteve como senador.

## Sobre o escândalo
Em junho de 2007, Renan Calheiros foi acusado de receber ajuda financeira de um lobista, Cláudio Gontijo. O assunto teve destaque na edição da Revista Veja, de circulação nacional, que chegou às bancas no dia 25 de maio de 2007. Na capa, apareciam o dono da empreiteira baiana Gautama, Zuleido Veras, o então Ministro de Minas e Energia, Silas Rondeau, e o próprio Calheiros.
Na quarta-feira da semana seguinte, 30 de maio, Renan foi ao plenário para se defender das acusações. Na primeira fileira estava sua esposa, Verônica. O senador apresentou vários documentos que supostamente comprovariam sua inocência no caso. Em seu discurso, disse que os advogados enviariam documentos sigilosos, como movimentações bancárias, à Corregedoria do Senado, e que não os tornaria público para preservar a identidade de pessoas sem envolvimento no caso. Ao final da sessão, Verônica foi abraçá-lo.
Na época, acreditou-se que o Senador corria sério risco de cassação, com a PF mostrando o que considerou de "incoerências ideológicas" em sua defesa como vendedor de gado. Além disso, outra denúncia na revista Veja o colocou como cabeça de um esquema que usava laranjas por trás de negócios ilegais. A revista afirmou que o Senador se tornou dono oculto de duas rádios e um jornal em Alagoas, pagando um total de 1,3 milhão de reais em dinheiro vivo.

### Votação no Senado

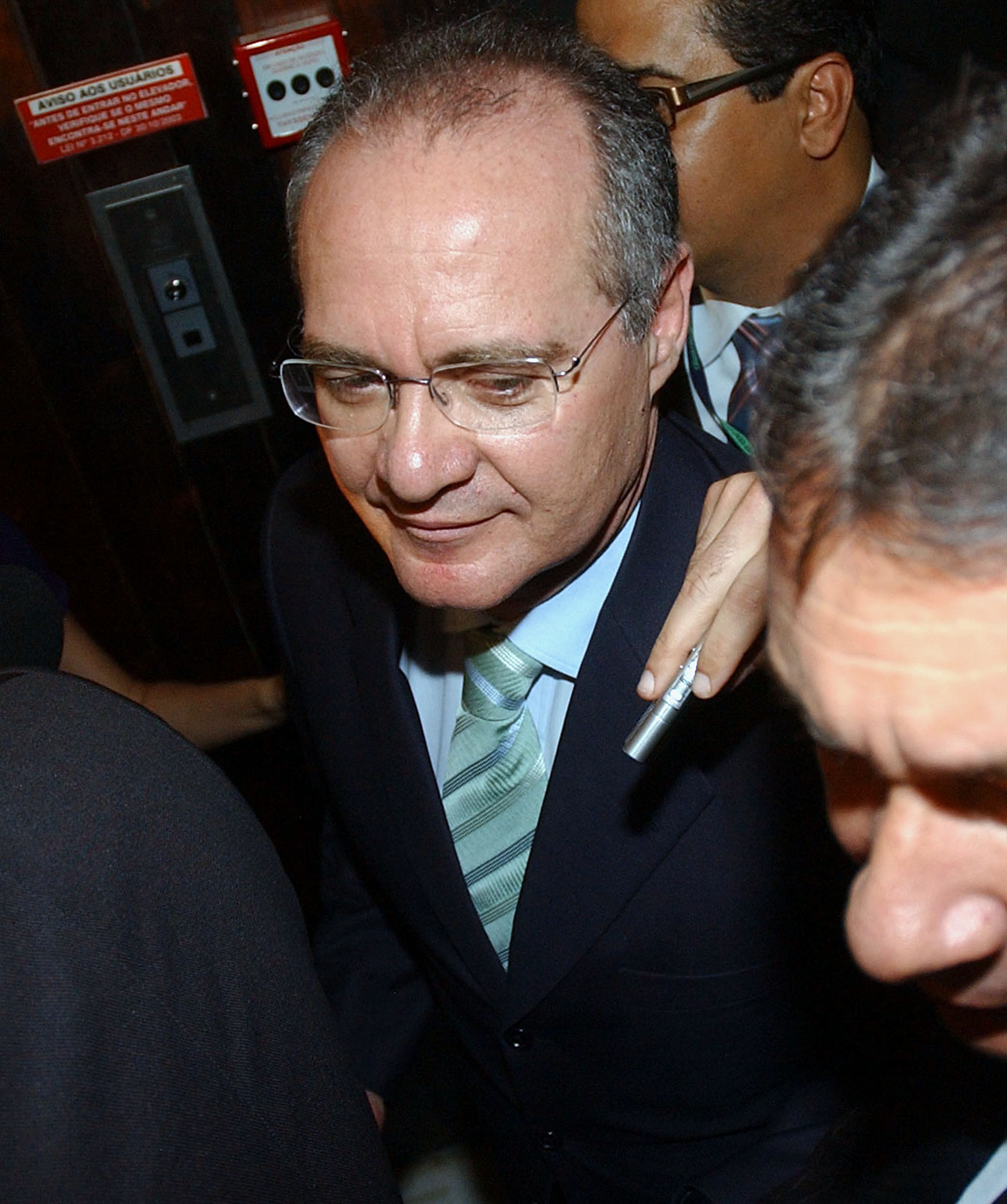
Renan Calheiros deixa o Senado após sessão em que foi absolvido

No dia 12 de setembro de 2007, realizou-se a portas fechadas e com voto secreto, a votação pela cassação do mandato do Senador Renan Calheiros.
O início da sessão foi atribulado. Treze deputados federais, liderados por Fernando Gabeira (PV-RJ) e Raul Jungmann (que era Ministro da Reforma Agrária em 1998 e atuou junto a Renan no caso de Eldorado dos Carajás), conseguiram autorização do Supremo Tribunal Federal para presenciar a sessão do Senado. No entanto, o senador Tião Viana (PT-AC) ordenara aos seguranças que detivessem qualquer pessoa alheia ao evento, o que gerou cenas de pancadaria na entrada do Congresso.
Por fim, os deputados conseguiram entrar. Dentro do plenário, horas depois, encontravam-se os oitenta e um senadores, dois funcionários da casa, os treze deputados e a ex-senadora Heloísa Helena, líder do PSOL, partido que impetrara as acusações. Segundo o jornalista Ricardo Noblat, do jornal O Globo (que não estava presente, mas alega que tinha "informantes" lá dentro), Renan tentou intimidar Heloísa Helena, Pedro Simon (PMDB-RS) e Jefferson Peres (PDT-AM). Calheiros disse: Senadora Heloísa Helena, a senhora sonegou o pagamento de impostos em Alagoas. Deve mais de um milhão de reais. Tenho um documento aqui que prova isso. E nem por isso eu o usei contra a senhora. Sentada no meio do plenário, Heloísa gritou: É mentira! Mentira!
Em seguida, Calheiros dirigiu-se a Jefferson Peres e disse: Veja bem, Senador Jefferson Peres. Eu poderia ter contratado a Mônica [Veloso, ex-amante de Calheiros] como funcionária do meu gabinete, mas não o fiz, dando a entender que Peres contratara parentes para seu gabinete. O senador amazonense nada disse.
Por último, Renan se dirigiu a Pedro Simon: A Mônica Veloso tem uma produtora. Eu poderia ter contratado a produtora dela para fazer um filmete e pendurar a conta na Secretaria de Comunicação do Senado. Eu não fiz isso. Simon, da mesma forma que Peres, ouviu calado.
Dos 81 senadores, 40 votaram a favor de Renan, 35 contra e 6 abstiveram-se. O mínimo para que tivesse seus direitos cassados era de 41 votos, que é a maioria absoluta.
Em 4 de dezembro do mesmo ano, Renan foi novamente absolvido, tendo havido, dessa vez, 48 votos contra a cassação, 29 a favor e 3 abstenções.
Repercussões
Em viagem oficial à Dinamarca, o presidente Luiz Inácio Lula da Silva disse que o importante é que a Casa volte ao funcionamento normal, votando projetos de interesse do país. "Temos a CPMF, temos a reforma tributária, temos coisas de interesse do brasileiro. É isso que conta na realidade". Ao ser perguntado sobre a absolvição de Renan, respondeu: "Acho que nós precisamos acatar o resultado das instituições a que nós nos submetemos. Eu não posso admitir que eu só posso acatar o resultado quando favorece aquilo que eu pensava". Na noite anterior, quando soube do resultado da votação, o presidente preferiu não fazer nenhum comentário.
Diversos congressistas lamentaram a absolvição, dentre os quais Tasso Jereissati (PSDB-CE), Cristóvam Buarque (PDT-DF), José Agripino (DEM-RN), Álvaro Dias (PSDB-PR), Fernando Gabeira (PV-RJ), Jarbas Vasconcelos (PMDB-PE) e Demóstenes Torres (DEM-GO). Alguns aproveitaram para criticar as abstenções e creditá-las ao Partido dos Trabalhadores. Arthur Virgílio, senador pelo PSDB do Amazonas, disse que "a diferença [em favor de Renan] foram os seis votos safados pela abstenção. Seis votos calhordas de quem não tem coragem de absolver e nem de condenar".

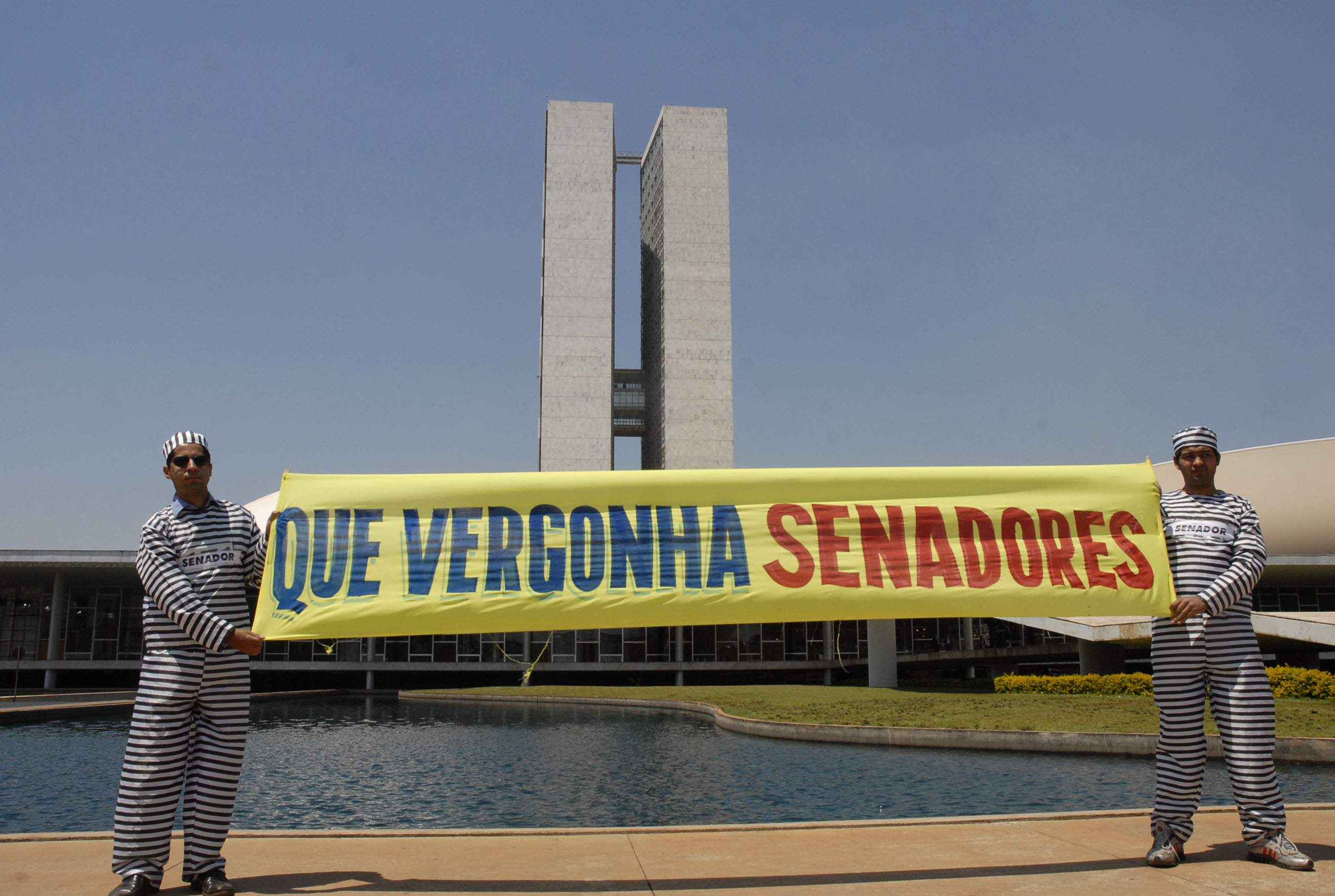
Dois manifestantes, vestidos de presidiários, protestam diante do Congresso Nacional contra a absolvição de Renan Calheiros

Por outro lado, Ideli Salvatti (PT-SC), Wellington Salgado (PMDB-MG) e Romero Jucá (PMDB-RR) defenderam a decisão da maioria. Almeida Lima, senador pelo PMDB de Sergipe e aliado político de Renan, disse que "o Senado dá uma demonstração de força e mostra que não julga de acordo com pressões [externas]".
Renan Calheiros divulgou uma nota oficial afirmando que sua absolvição "foi uma vitória da democracia".
Em Alagoas, parte da população comemorou a absolvição de Renan. Renan Filho, prefeito de Murici e filho do senador, foi a Juazeiro do Norte, no Ceará, cumprir uma promessa ao Padre Cícero. Houve queima de fogos e distribuição de bebidas aos moradores.
No resto do país, a reação foi, no geral, bem diferente. Em todos os sites que realizaram enquetes sobre a cassação, Renan perderia o cargo por placares esmagadores.
Segundo o Jornal Nacional de 13 de setembro de 2007, o site do Senado Federal ficou fora do ar por problemas técnicos durante boa parte do dia. O serviço telefônico "Alô Senado" registrou cerca de 700 ligações, a maioria criticando os senadores, até que saiu do ar - também por problemas técnicos.

### O papel da imprensa
O papel da imprensa no escândalo Renangate será sempre assunto de discussões. O estopim do caso ocorreu durante as investigações feitas pela Polícia Federal no caso que ficou conhecido como Operação Navalha, em que o então Ministro de Minas e Energia, Silas Rondeau, perdeu o cargo, mesmo sem ter havido prova concreta de seu envolvimento - apenas uma gravação feita pela PF de uma mulher saindo de seu gabinete com um papelão, no qual supostamente havia dinheiro.
Na sexta-feira, dia 25 de maio de 2007, A Revista Veja, publicada pela Editora Abril, em uma de suas edições mais polêmicas, pôs, em sua primeira página, fotos do empreiteiro Zuleido Veras, do então ministro Silas Rondeau e de Renan Calheiros. A reportagem alegava que "(…)a Operação Navalha, depois de cortar algumas cabeças, estava chegando ao pescoço de Renan Calheiros".
Foi essa edição da revista que fez com que o país inteiro descobrisse que Calheiros tivera uma relação extraconjugal com Mônica Veloso, e que tivera uma filha com a jornalista, cuja pensão era paga em dinheiro vivo, através de um lobista.
O Presidente do Senado foi obrigado a dar explicações, e tentou fazê-lo apresentando documentos que, conforme investigações posteriores comprovaram, não esclareciam a situação por completo. Além disso, o discurso de Calheiros no Senado deu a entender que a reportagem de Veja estaria interessado também em destruir seu casamento com Verônica Calheiros, que estava presente no plenário nesse dia, e que, portanto, a imprensa estaria indo além do seu papel constitucional. Seus adversários no Congresso alegam, entretanto, que esse discurso foi uma estratégia de Renan e de sua esposa para transformar o escândalo político em um mero bafafá extraconjugal.
Emblemática, nesse sentido, foi a conversa entre o apresentador Jô Soares e a cientista política e jornalista Lúcia Hippolito, no Programa do Jô do dia 27 de junho. Soares perguntou a Lúcia se um Senador da República pode ter relações extraconjugais. Lúcia, numa declaração polêmica, foi taxativa ao afirmar que não, de forma alguma um Senador poderia ter feito o que Calheiros fizera, pois o ocupante de um cargo de tamanha importância deveria dar o exemplo.
No mesmo programa, Jô Soares lembrou o discurso de Renan no Senado no dia 30 de maio, quando chamou de "calvário" o momento pelo qual passava. Soares perguntou a cada uma de suas convidadas - além de Hippólito, Lilian Witte Fibe, Cristiana Lôbo e Ana Maria Tahan - quais eram seus apelidos na infância. "A filha do Renan vai ser chamada pelos coleguinhas de Calvário. Esse apelido é o pior de todos", concluiu Jô.
A opinião dos jornalistas
No dia seguinte à absolvição de Renan, Paulo Henrique Amorim escreveu, em seu blog, que "a Veja, a Globo, o Estadão, a Folha e O Globo e seus inúmeros e inúteis colunistas jogaram todas as fichas na cassação". A forte afirmação de Amorim é apenas o estopim para a abertura do debate sobre o papel da imprensa no caso Renangate.
Lúcia Hippólito, no mesmo dia, perguntou, em seu blog: "Mídia golpista ou sociedade civil indignada?", e cita manchetes de vários jornais de 13 de setembro de 2007, como O Estado de S. Paulo, Folha de S.Paulo, O Globo, Jornal do Brasil, Correio Braziliense e Zero Hora.
Já Reinaldo Azevedo foi taxativo: a tal "mídia" não existe — é só uma teoria conspiratória de larápios, confrontando a posição de Paulo Henrique Amorim, por ele denominado um "anão do jornalismo" e "lambe-botas do Planalto".
O caso dos 41 senadores
O fato de maior destaque envolvendo a imprensa no caso Renangate foi o caso dos 41 senadores. No dia da votação, 12 de setembro, a Folha de S.Paulo estampou matéria divulgando que 41 senadores teriam votado pela cassação. No plenário, falou-se em 35 senadores votando pela saída do senador (seis a menos do que o divulgado pelo jornal paulista). Em entrevistas, os 41 senadores mencionados pela Folha declararam ter votado pela cassação.

### Senadores que declararam votar pela cassação[11]
- Adelmir Santana (DEM-DF)
- Álvaro Dias (PSDB-PR)
- Arthur Virgílio (PSDB-AM)
- Augusto Botelho (PT-RR)
- César Borges (DEM-BA)
- Cícero Lucena (PSDB-PB)
- Cristóvam Buarque (PDT-DF)
- Demóstenes Torres (DEM-GO)
- Eduardo Azeredo (PSDB-MG)
- Eduardo Suplicy (PT-SP)
- Efraim Morais (DEM-PB)
- Eliseu Resende (DEM-MG)
- Flávio Arns (PT-PR)
- Flexa Ribeiro (PSDB - PA)
- Garibaldi Alves Filho (PMDB-RN)
- Gerson Camata (PMDB-ES)
- Heráclito Fortes (DEM-PI)
- Jarbas Vasconcelos (PMDB-PE)
- Jayme Campos (DEM-MT)
- Jonas Pinheiro (DEM-MT)
- José Agripino (DEM-RN)
- José Nery (PSOL-PA)
- Kátia Abreu (DEM-TO)
- Lúcia Vânia (PSDB-GO)
- Magno Malta (PR-ES)
- Mão Santa (PMDB-PI)
- Marco Maciel (DEM-PE)
- Mário Couto (PSDB-PA)
- Marisa Serrano (PSDB-MS)
- Osmar Dias (PDT-PR)
- Papaléo Paes (PSDB-AP)
- Patrícia Saboya (PSB-CE)
- Paulo Paim (PT-RS)
- Pedro Simon (PMDB-RS)
- Raimundo Colombo (DEM-SC)
- Renato Casagrande (PSB-ES)
- Romeu Tuma (DEM-SP)
- Rosalba Ciarlini (DEM-RN)
- Sérgio Guerra (PSDB-PE)
- Sérgio Zambiasi (PTB-RS)
- Tasso Jereissati (PSDB-CE)

## Saída de Renan Calheiros
No dia 11 de outubro, Renan anunciou que solicitou uma licença de 45 dias da presidência do senado, em uma entrevista gravada à TV Senado. Em dezembro, Renan Calheiros renunciou ao cargo de presidente, mas manteve o mandato de senador.